# 幸せをさがして
『幸せをさがして』（しあわせをさがして）は、テレビ東京系列の（テレビ映画「さよならのストーリーたち」枠）第５作として、1992年10月3日から同年12月5日まで放映されたテレビドラマ。全10話。

## あらすじ
大学の写真サークルに所属し、いつもカメラを持ち撮り歩く日々を送るサキ。
日々出逢う人々と被写体とカメラマンとの関係以上の思念を通じ合わせる。
最終回で実はサキは地球人ではなく、地球とそこに暮らす人々を知りたくて地球にやって来た事が明かされ、唐突に家路につく。

## 主な登場人物
- サキ：佐野量子（主演）
- ミサコ：田中広子
- ヤスケ：高木規行

## スタッフ
- プロデューサー：小暮一雄、安部宏司
- 企画：木村英俊
- 脚本：神戸一彦
- 演出：服部光則、神園浩司、遠藤薫
- 音楽：淡海悟郎
- 製作：(株)フォルテミュージックエンタテインメント、円谷映像株式会社

## 主題歌
「幸せをさがして」
作詞：KYOKO / 作曲：KYOKO / 編曲：淡海悟郎 / 唄：KYOKO

## 各話リスト
| 話数 | 放送日         | サブタイトル | 監督     | 主演     | 主演以外の出演者                                                               |
| ---- | -------------- | ------------ | -------- | -------- | ------------------------------------------------------------------------------ |
| 1    | 1992年10月3日  | 夏の終り     | 服部光則 | 佐野量子 | 田中広子、高木規行、武藤令子 今田岳人、石田守、今陽一、藤原豊、福田洋、Aries33 |
| 2    | 1992年10月10日 | 25セントの夢 | 服部光則 | 佐野量子 | 荒谷公之、菊地彩美、みかめあんな                                               |
| 3    | 1992年10月17日 | 恋人たち     | 神園浩司 | 佐野量子 | 伊藤永臣、山下眞季、田中広子                                                   |
| 4    | 1992年10月24日 | 稽古場       | 神園浩司 | 佐野量子 | 中山俊作、浪久美千代、寺田光信、Aries33                                        |
| 5    | 1992年10月31日 | ライバル     | 服部光則 | 佐野量子 | 伊藤留奈、岬恵子                                                               |
| 6    | 1992年11月7日  | あこがれ     | 服部光則 | 佐野量子 | 突廻満雄                                                                       |
| 7    | 1992年11月14日 | シャボン玉   | 遠藤薫   | 佐野量子 | 高木規行、西奈真理                                                             |
| 8    | 1992年11月21日 | ドランカー   | 遠藤薫   | 佐野量子 | 菊地美代子、稲垣雅之                                                           |
| 9    | 1992年11月28日 | 心もよう     | 遠藤薫   | 佐野量子 | 鈴木亜美、川下淳史、高木規行                                                   |
| 10   | 1992年12月5日  | 赤い靴       | 遠藤薫   | 佐野量子 | 田中広子、高木規行、掛貝梨沙、田辺年秋                                         |